# Панкритіо (стадіон)

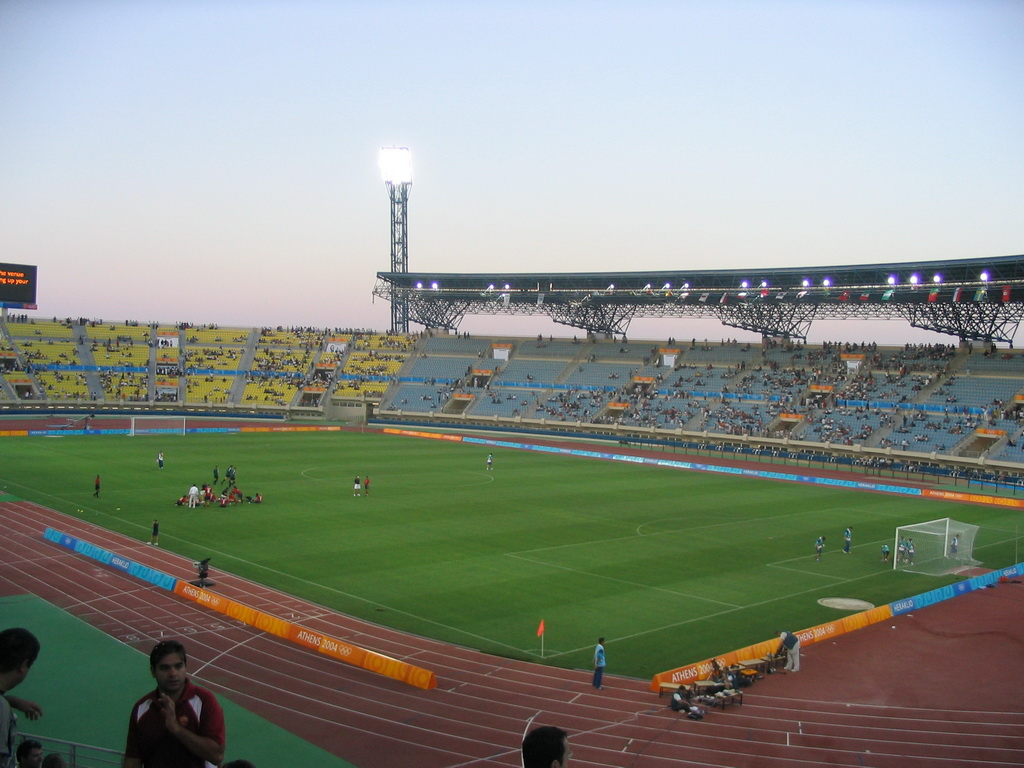

Панкри́тіо (грец. Παγκρήτιο Στάδιο) - стадіон в місті Іракліон, Крит.
Місткість стадіону - 26240 місць . «Панкритіо» був побудований до Олімпійських ігор 2004 року.
На ньому відбулися дві гри групи С: Туніс - Австралія (11 серпня, 1-1) та Сербія/Чорногорія - Австралія (14 серпня, 1-5).
І три гри групи D: Коста-Рика - Марокко (12 серпня, 0-0), Марокко - Португалія (15 серпня, 1-2) і Коста-Рика - Португалія (18 серпня, 4-2). І одна гра чвертьфіналу: Ірак - Австралія (21 серпня, 1-0).
Після Олімпіади стадіон став домашньою ареною клубу «Ерготеліс». Другий місцевий клуб ОФІ тут проводить найважливіші матчі, а зазвичай виступає на старому стадіоні «Теодорос Вардінояніс».